# Yo soy Mina
Yo soy Mina — испаноязычный сборник итальянской певицы Мины, выпущенный 22 марта 2011 года на лейбле EMI.

## Об альбоме
Этот альбом является испаноязычным аналогом трехъязычной серии сборников Mina 2011 года, два других исполняются на французском (Je suis Mina) и английском (I Am Mina). Yo soy Mina объединяет восемнадцать из многочисленных записей певицы на испанском языке с 1968 года, многие из которых изначально были выпущены синглами только в испаноязычных странах и никогда ранее не были доступны ни в альбомах, ни в цифровом формате.
Песни «Yo pienso en ti», «Distancias», «La mente cambia», «Canción para ti», «Dos o acaso tres», «Todo pasará, verás», «Los problemas del corazón» и «Yo qué puedo hacer» были изданы на компакт-диске впервые. Испанская версия песни «Nuur» ранее вовсе не издавалась.

## Список композиций
1. «Juntos (Insieme)» (Могол, Лучо Баттисти, Хулио Сезар) — 4:06
2. «Grande, grande, grande» (Альберто Теста, Тони Ренис, Амарт, Чоло Бальтазар) — 3:57 — испанская версия
3. «Amor mío (Amor mio)» (Могол, Лучо Баттисти, С. Мапель) — 4:50
4. «No juego más (Non gioco più)» (Джанни Феррио, Роберто Леричи, Джейми Израэль) — 2:53
5. «¿Y qué? (E poi…)» (Андреа Ло Веккьо, Шел Шапиро, Хефингал) — 4:48
6. «Que nos separemos (Io e te da soli)» (Могол, Лучо Баттисти, С. Мапель) — 4:32
7. «Yo pienso en ti (E penso a te)» (Могол, Лучо Баттисти, А. Бельграно) — 3:41
8. «No lo creas (Non credere)» (Аскри, Могол, Роберто Соффичи, Хулио Сезар) — 4:15
9. «Distancias (Distanze)» (Луиджи Альбертелли, Роберто Соффичи, Хулио Сезар) — 4:36
10. «Nuur» (Эрмано Капелли, Освальдо Миччике, А. Бельграно) — 4:14 — испанская версия
11. «La mente cambia (La mente torna)» (Могол, Лучо Баттисти, А. Бельграно) — 4:24
12. «Canción para ti (Canzone per te)» (Серджо Бардотти, Серджо Эндриго, Хлио Сезар) — 3:34
13. «Dos o acaso tres (Due o forse tre)» (Андреа Ло Веккьо, Шел Шапиро, Джейми Израэль) — 4:00
14. «Todo pasará, verás (Tutto passerà vedrai)» (Андреа Ло Веккьо, Шел Шапиро, А. Бельграно) — 3:27
15. «De qué servirá (Che vale per me)» (Карло Альберто Росси, Мариса Терци, Хулио Сезар) — 2:17
16. «Los problemas del corazón (I problemi del cuore)» (Клаудио Дайано, Пино Массапа, А. Бельграно) — 3:44
17. «Balalda para mi muerte» (Анджела Таренци, Астор Пьяцолла, Хорасио Феррер, Семмдри) — 3:56
18. «Yo qué puedo hacer (Uomo)» (Энрико Риккарди, Луиджи Альбертелли, Хулио Сезар) — 3:55

## Участники записи
- Мина — вокал
- Джанлука Ладзарин — цифровой мастеринг
- Мауро Балетти — оформление обложки
- Джузеппе Спада — графический дизайн
- Джанни Роско — иллюстрации

Все данные взяты из примечаний к альбому.

## Чарты
| Чарт (2011)               | Высшая позиция |
| ------------------------- | -------------- |
| Испания (PROMUSICAE)      | 99             |
| Италия (Classifica album) | 55             |